# Kodeks 0211
Kodeks 0211 (Gregory-Aland no. 0211) ε 051 (Soden) – grecki kodeks uncjalny Nowego Testamentu na pergaminie zawierający tekst czterech Ewangelii. Paleograficznie datowany jest na VII wiek. Rękopis jest przechowywany jest w Gruzińskim Narodowym Centrum Rękopisów (Gr. 27) w Tbilisi.

## Opis
Do dziś zachowało się 258 kart kodeksu (27 na 19,5 cm) z tekstem czterech Ewangelii.
Tekst pisany jest dwoma kolumnami na stronę, w 8 linijkach w kolumnie.
Kopista omija tekst Pericope adulterae.

## Tekst
Grecki tekst kodeksu przekazuje tekst bizantyński. Hermann von Soden zaklasyfikował go do K1. Kurt Aland zaklasyfikował go do kategorii V. Według Claremont Profile Method, tj. metody wielokrotnych wariantów, reprezentuje standardowy tekst bizantyński w Łk 1; w Łk 10 ma tekst mieszany.

## Historia
Aland datował kodeks na VII wiek. W ten sam sposób datuje go obecnie INTF.
Rękopis badał Kurt Treu.
Rękopis cytowany jest w niektórych krytycznych wydaniach greckiego Nowego Testamentu (NA26). Nie jest cytowany w NA27.